# Melanargia huebneri
Melanargia huebneri är en fjärilsart som beskrevs av Charles Oberthür 1909. Melanargia huebneri ingår i släktet Melanargia och familjen praktfjärilar. Inga underarter finns listade i Catalogue of Life.